# جاك ميسينا (ممثل)
جاك ميسينا Jack Messina (2 سبتمبر 2007 - الآن) هو ممثل أمريكي شاب، اشتهر بدوره في دور كال ستون في مسلسل اللائحة (مسلسل) الذي تميز بالدراما والخيال العلمي على قناة إن بي سي. بدأ جاك ميسينا التمثيل في سن السابعة، وحضر دروسًا في صفوف الممثلين في مانهاست، لونغ آيلاند، شرق مدينة نيويورك.

## أعماله
ظهر ميسينا في فيلم السيدة مايزل الرائعة. مايزل إلى جانب أليكس بورشتاين عندما كان الابن الأصغر لعائلة مهاجرة إيطالية  بين عامي 2018 و2021 ، لعب ميسينا دور كال ستون في مسلسل الدراما والخيال العلمي على قناة إن بي سي عندما كان صبيًا صغيرًا يعاني من سرطان الدم وأحد الركاب على متن الطائرة الغامضة العائدة من جامايكا. 828. ظهر ميسينا في الإعلانات التجارية لشركة أبيكسابان وMVP Health. ميسينا هو عضو في SAG-AFTRA ، التي لديها قواعد صارمة بشأن الأطفال الذين يعملون في المجموعة؛ يوجد له دروس خصوصية في مواقع التصوير لمواكبة البرنامج المدرسي.

## الحياة الشخصية
ميسينا حريص على ممارسة رياضة التزلج خلال فصل الشتاء. آمال ميسينا المستقبلية هي أن بعمل يومًا ما مع ويل فيريل أو جيم كاري أو توم هانكس.

## فيلموغرافيا

### الأعمال في التلفاز
| سنة       | عنوان                | دور      | ملاحظات                      |
| --------- | -------------------- | -------- | ---------------------------- |
| 2018-2021 | اللائحة              | كال ستون | 3 مواسم                      |
| 2018      | السيدة الرائعة مايزل | سلفاتور  | الحلقة الأولى: "غرفة العقاب" |

## الروابط الخارجية
- جاك ميسينا في قاعدة بيانات الأفلام على الإنترنت